# Бережная (Ростовско-Минское сельское поселение)
Бережная — упразднённая деревня в Устьянском районе Архангельской области. в 2024 году включена в состав деревни Ляпуновская и исключена из учётных данных.

## География
Находится в южной части Архангельской области на расстоянии приблизительно 28 км на юг-юго-запад по прямой от административного центра района поселка Октябрьский на левобережье речки Кокшеньга.

## История
В 1859 году здесь (деревня Тотемского уезда Вологодской губернии) было учтено 7 дворов. До 2022 года входила в Ростовско-Минское сельское поселение до его упразднения.

## Население
| 2002 | 2010 | 2012 |
| ---- | ---- | ---- |
| 6    | ↘2   | ↘0   |

Численность населения: 65 человек (1859 год), 2 (русские 100 %) в 2002 году, 2 в 2010.